# 面包屑导航
頁面路徑（英語：breadcrumb或breadcrumb trail/navigation），又稱麵包屑導覽，是在用户界面中的一种导航辅助。它是用户一个在程序或文件中确定和转移他们位置的一种方法。麵包屑这个词来自糖果屋这个童话故事；故事中，漢賽爾與葛麗特企圖依靠灑下的麵包屑找到回家的路。

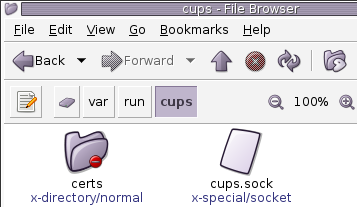
Nautilus基于位置的頁面路徑。

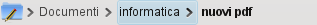
Dolphin文件管理器中的頁面路徑。

## 网站
頁面路徑通常在页面顶部水平出现，一般会位于标题或页眉的下方。它们提供给用户返回之前任何一个页面的链接（这些链接也是能到达当前页面的路径），在层级架构中通常是这个页面的父级页面。頁面路徑提供给用户回溯到网站首页或入口页面的一条路径，通常是以大于号（>）出现，尽管一些设计是其他的符号（如»）。
它们绝大部分看起来就像这样：首页>分类页>次级分类页 或者 首页>>分类页>>次级分类页。

## 瀑布式导航的分类
一共有三种类型的网站面包屑导航。
1. 路径型（path）：路径型面包屑是一个动态显示用户到达页面经过的途径。
2. 位置型（location）：位置型面包屑是固定的，显示了页面在网站结构中的位置。
3. 属性型（attribute）：属性型面包屑给出的当前页面的分类信息。

## 易用性
一些专家不认同路径型的面包屑，因为它和浏览器的后退功能重复。
位置型的面包屑不适用于内容过于丰富、单个分类无法完整描述单元内容的网站。这在拥有强大的“搜索导航”网站上是常见的情况（比如Amazon.com）。

## 全球定位系统（GPS）
一些高级的全球定位系统工具可以通过记录旅行者在特定时间的位置来跟踪GPS设备的移动，在GPS上显示位置标记的“面包屑轨迹”。

## 操作系统
现代的文件管理器如Windows Explorer（在Windows Vista/7/8/10中）、Nautilus、Dolphin、Finder等都采用了面包屑导航，替代或者扩展了地址栏。

## 外部連結
- Breadcrumb Navigation - Statistics by Heidi Adkisson, 2002.
- Breadcrumb Navigation:  Further Investigation of Usage （页面存档备份，存于） by Bonnie Lida Rogers and Barbara Chaparro, 2003
- Influence of Training and Exposure on the Usage of Breadcrumb Navigation （页面存档备份，存于） by Spring S. Hull, 2004
- Breadcrumb Navigation Deployment in Retail Web Sites[永久] by Sean Aery, 2007